# Oncidium leucomelas
Oncidium leucomelas är en orkidéart som först beskrevs av Heinrich Gustav Reichenbach, och fick sitt nu gällande namn av Robert Louis Dressler och Norris Hagan Williams. Oncidium leucomelas ingår i släktet Oncidium och familjen orkidéer. Inga underarter finns listade i Catalogue of Life.

## Bildgalleri

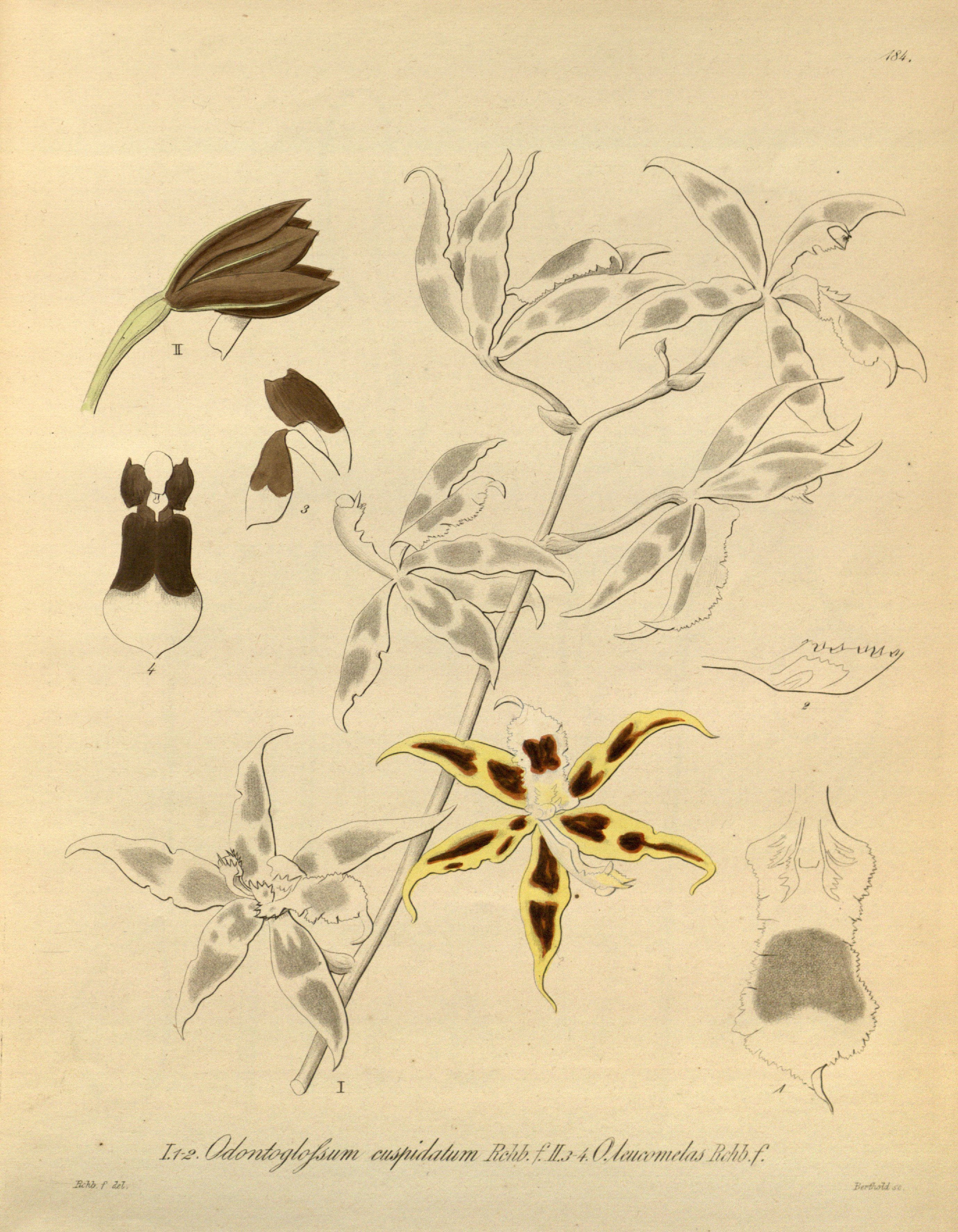